# Mortes em maio de 2015
Mortes em 2015: ← Janeiro – Fevereiro – Março – Abril – Maio – Junho – Julho – Agosto – Setembro – Outubro – Novembro – Dezembro →
Esta é uma relação de pessoas notáveis que morreram durante o mês de maio de 2015, listando nome, nacionalidade, ocupação e ano de nascimento.

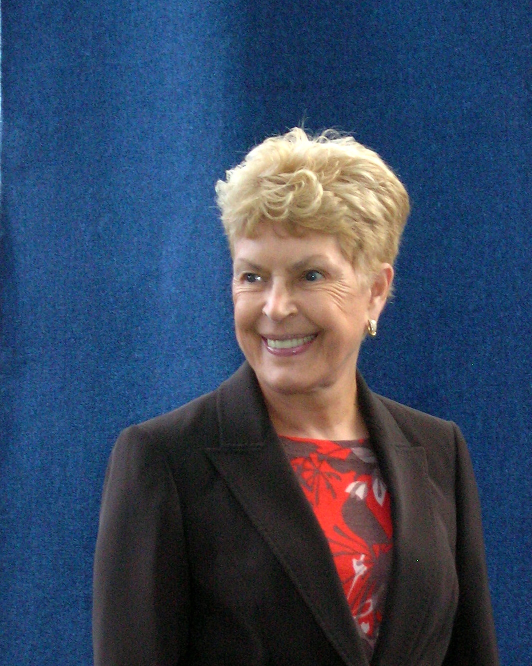
Ruth Rendell, escritora inglesa.

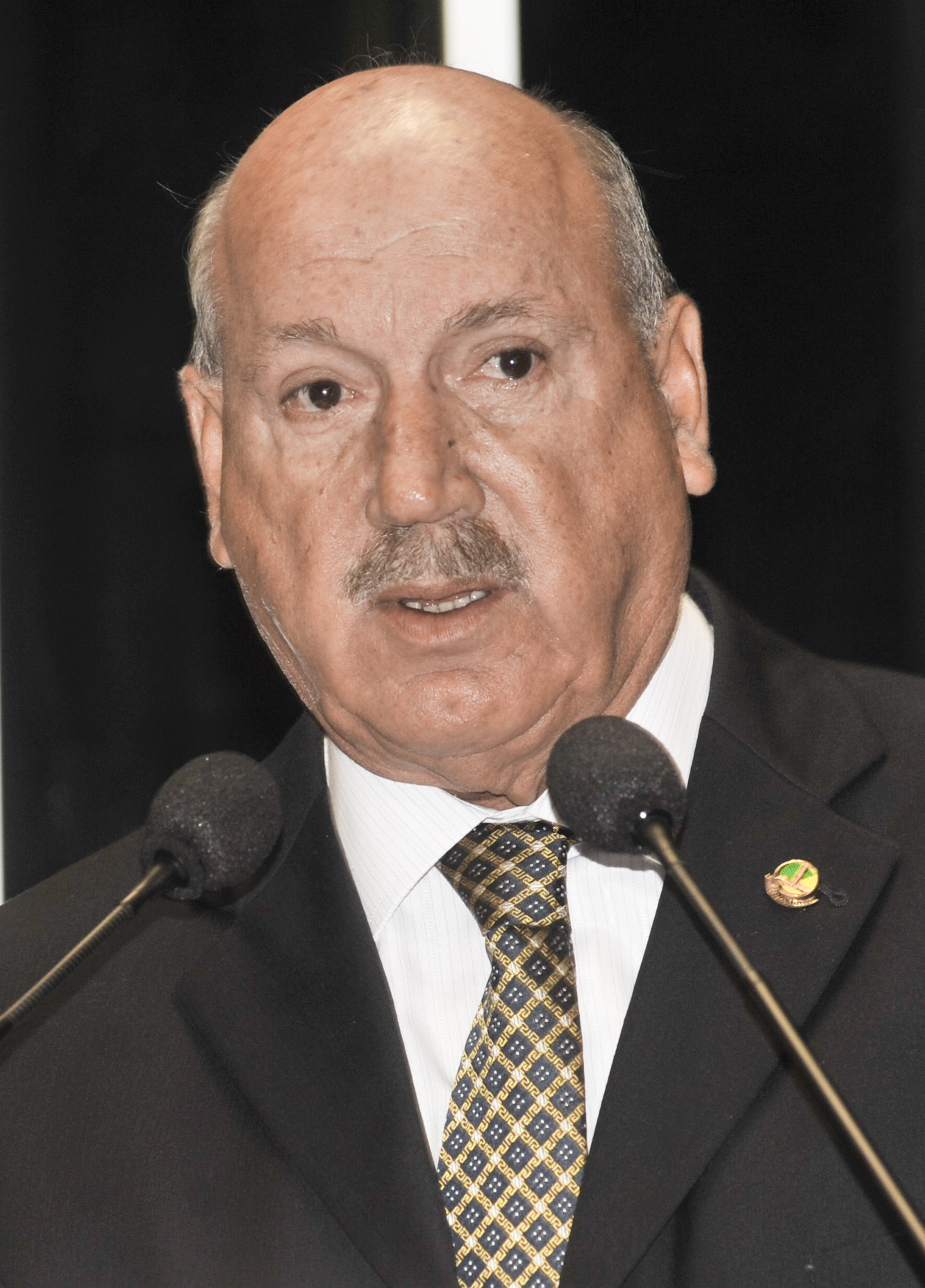
Luiz Henrique da Silveira, político brasileiro.

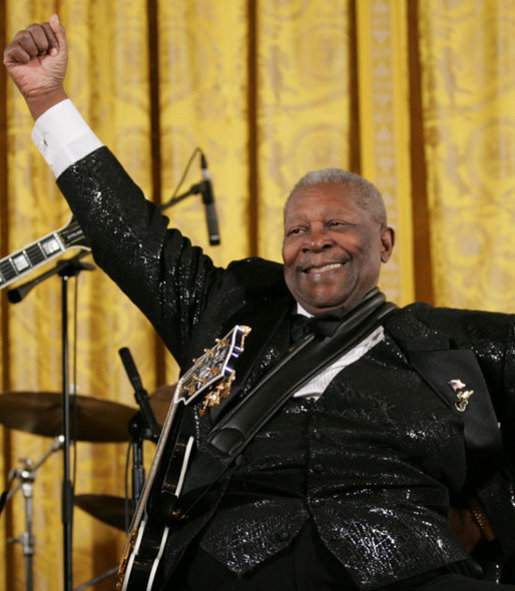
'B. B. King, compositor e cantor estadunidense.

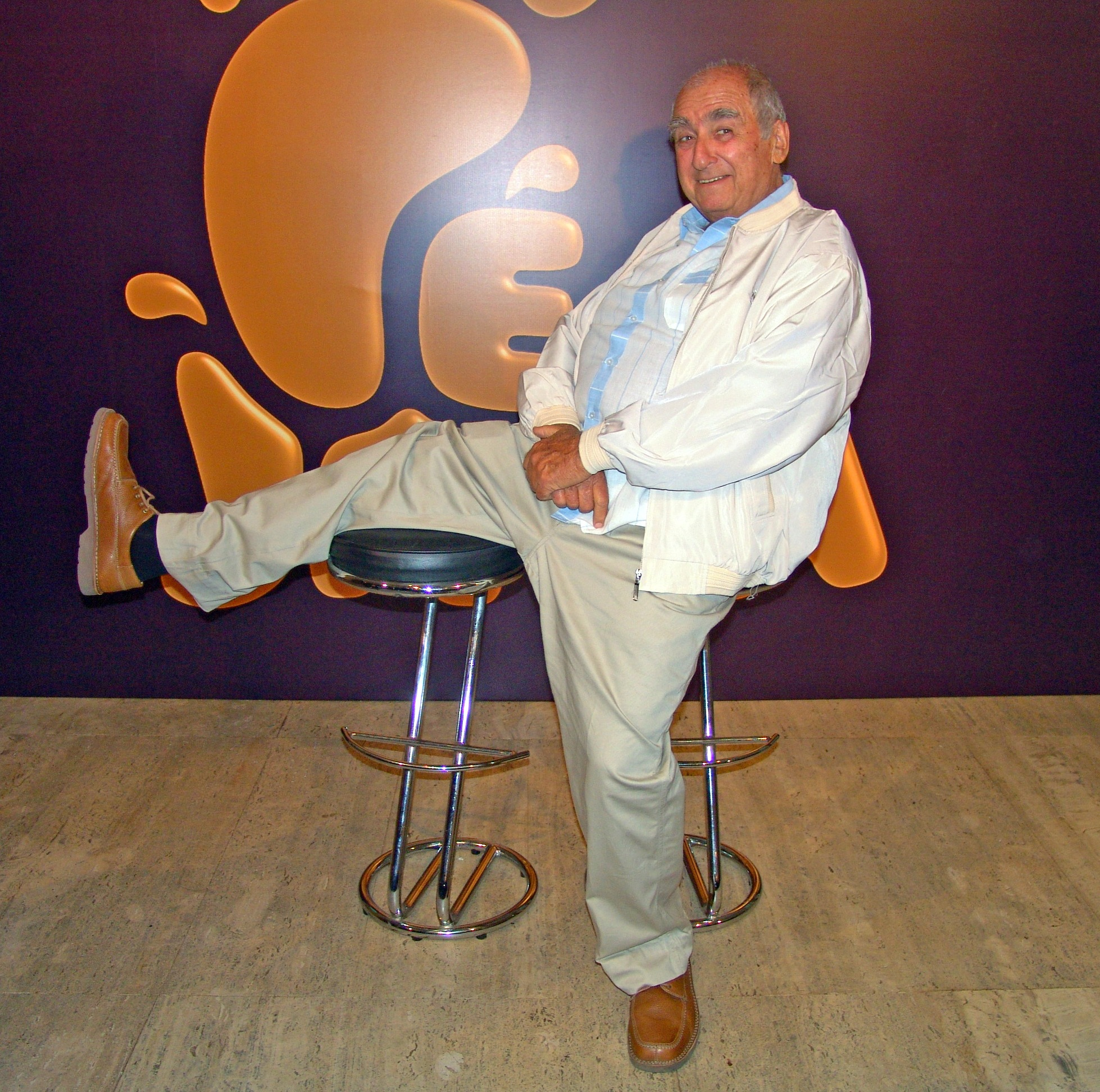
Elias Gleizer, ator brasileiro.

| Dia | Nome                       | Profissão ou motivo de reconhecimento       | País de nascimento             | Ano de nasc. | Ref           |
| --- | -------------------------- | ------------------------------------------- | ------------------------------ | ------------ | ------------- |
| 1   | María Elena Velasco        | Atriz                                       | México                         | 1940         | [ 1 ]         |
| 1   | Geoff Duke                 | Motociclista                                | Inglaterra                     | 1923         | [ 2 ]         |
| 1   | Grace Lee Whitney          | Atriz                                       | Estados Unidos                 | 1930         | [ 3 ]         |
| 2   | Michael Blake              | Autor e roteirista                          | Estados Unidos                 | 1945         | [ 4 ]         |
| 2   | Maya Plisetskaia           | Bailarina                                   | Rússia                         | 1925         | [ 5 ]         |
| 2   | Ruth Rendell               | Escritora                                   | Inglaterra                     | 1930         | [ 6 ]         |
| 2   | Sarah Corrêa               | Nadadora                                    | Brasil                         | 1992         | [ 7 ]         |
| 2   | Francisco Castro Rodrigues | Arquiteto                                   | Portugal                       | 1920         | [ 8 ]         |
| 4   | Vicente Joaquim Zico       | Arcebispo                                   | Brasil                         | 1927         | [ 9 ]         |
| 4   | Ellen Albertini Dow        | Atriz                                       | Estados Unidos                 | 1913         | [ 10 ]        |
| 6   | Errol Brown                | Cantor e compositor                         | Jamaica                        | 1943         | [ 11 ] [ 12 ] |
| 7   | Rodolpho Tourinho Neto     | Político                                    | Brasil                         | 1941         | [ 13 ]        |
| 8   | Ilunga Mwepu               | Futebolista                                 | República Democrática do Congo | 1949         | [ 14 ]        |
| 9   | Selma do Coco              | Cantora                                     | Brasil                         | 1935         | [ 15 ] [ 16 ] |
| 9   | Kenan Evren                | Ex-presidente                               | Turquia                        | 1917         | [ 17 ]        |
| 9   | Eduardo Pereira            | Engenheiro e político                       | Portugal                       | 1927         | [ 18 ]        |
| 10  | Mendes Ribeiro Filho       | Politico                                    | Brasil                         | 1954         | [ 19 ]        |
| 10  | Luiz Henrique da Silveira  | Politico                                    | Brasil                         | 1940         | [ 20 ]        |
| 10  | Mario Rodríguez            | Futebolista                                 | Argentina                      | 1937         | [ 21 ]        |
| 10  | Jurandyr Noronha           | Escritor e cineasta                         | Brasil                         | 1916         | [ 22 ]        |
| 11  | Paulo Matta                | Voleibolista e professor                    | Brasil                         | 1933         | [ 23 ]        |
| 12  | Peter Gay                  | Historiador                                 | Alemanha/ Estados Unidos       | 1923         | [ 24 ]        |
| 12  | Oscar Rosa                 | Cantor                                      | Brasil                         | 1927         | [ 25 ]        |
| 14  | Geraldo Majela de Castro   | Arcebispo                                   | Brasil                         | 1930         | [ 26 ]        |
| 14  | B. B. King                 | Guitarrista e compositor                    | Estados Unidos                 | 1925         | [ 27 ] [ 28 ] |
| 15  | Renzo Zorzi                | Automobilista                               | Itália                         | 1946         | [ 29 ]        |
| 16  | Elias Gleizer              | Ator                                        | Brasil                         | 1934         | [ 30 ]        |
| 19  | Maria Nobre Franco         | Galerista, colecionadora e curadora de arte | Portugal                       | 1938         | [ 31 ]        |
| 20  | Mary Ellen Trainor         | Atriz                                       | Estados Unidos                 | 1950         | [ 32 ]        |
| 21  | Zé do Rádio                | Torcedor símbolo do Sport Club do Recife    | Brasil                         | 1946         | [ 33 ] [ 34 ] |
| 21  | Joaquim Durão              | Enxadrista                                  | Portugal                       | 1930         | [ 35 ]        |
| 21  | Louis Johnson              | Músico                                      | Estados Unidos                 | 1955         | [ 36 ]        |
| 23  | John Forbes Nash           | Matemático                                  | Estados Unidos                 | 1928         | [ 37 ] [ 38 ] |
| 23  | Anne Meara                 | Atriz e comediante                          | Estados Unidos                 | 1929         | [ 39 ]        |
| 29  | Doris Hart                 | Tenista                                     | Estados Unidos                 | 1925         | [ 40 ]        |
| 29  | Betsy Palmer               | Atriz                                       | Estados Unidos                 | 1926         | [ 41 ]        |